# Хосе Луїс Мунгія
Хосе Луїс Мунгія (ісп. José Luis Munguía, нар. 28 жовтня 1959, Сан-Сальвадор — пом. 24 березня 1985) — сальвадорський футболіст, що грав на позиції воротаря.
Виступав, зокрема, за клуб ФАС, а також національну збірну Сальвадору.

## Клубна кар'єра
Народився 28 жовтня 1959 року в місті Сан-Сальвадор. Вихованець футбольної школи клубу ФАС. Дорослу футбольну кар'єру розпочав 1980 року в основній команді того ж клубу, кольори якої і захищав протягом усієї своєї кар'єри гравця, що тривала шість років.
Помер 24 березня 1985 року на 26-му році життя від наслідків травм, які він отримав внаслідок ДТП.

## Виступи за збірну
1979 року дебютував в офіційних матчах у складі національної збірної Сальвадору. Зіграв 5 матчів у кваліфікації до чемпіонату світу з футболу 1986 року. Зіграв у матчах проти Пуерто-Рико, Суринаму та Гондурасу.
У складі збірної був учасником чемпіонату світу 1982 року в Іспанії, але на поле не виходив.
| Дата       | Місто         | Господарі   | Результат | Гості     | Турнір            | Голи | Примітки |
| ---------- | ------------- | ----------- | --------- | --------- | ----------------- | ---- | -------- |
| 5-08-1984  | Сан-Хуан      | Пуерто-Рико | 0 – 3     | Сальвадор | Відбір до ЧС 1986 | -    |          |
| 24-02-1985 | Сан-Сальвадор | Суринам     | 0 – 3     | Сальвадор | Відбір до ЧС 1986 | -    |          |
| 27-02-1985 | Сан-Сальвадор | Сальвадор   | 3 – 0     | Суринам   | Відбір до ЧС 1986 | -    |          |
| 10-03-1985 | Сан-Сальвадор | Сальвадор   | 1 – 2     | Гондурас  | Відбір до ЧС 1986 | -2   |          |
| 14-03-1985 | Тегусігальпа  | Гондурас    | 0 – 0     | Сальвадор | Відбір до ЧС 1986 | -    |          |
| Усього     |               | Матчів      | 5         |           | Голів             | -2   |          |

## Досягнення
- Чемпіонат Сальвадору
  -  Чемпіон (2): 1981, 1984
  -  Срібний призер (1): 1983

- Ліга чемпіонів КОНКАКАФ
  -  Володар (1): 1979

- Міжамериканський кубок
  -  Фіналіст (1): 1980